# Giovani Discatori Turrita Bellinzona
I Giovani Discatori Turrita Bellinzona, conosciuti comunemente come GDT Bellinzona, o anche solo GDT, sono una squadra di hockey su ghiaccio con sede a Bellinzona, capoluogo del Canton Ticino, in Svizzera. La compagine milita dal 2012 in Prima Lega.